# Хартерт, Эрнст
Эрнст Иоганн Отто Хартерт (также Гартерт нем. Ernst Johann Otto Hartert; 29 октября 1859, Гамбург — 11 ноября 1933, Берлин) — немецкий орнитолог.

## Биография
Хартерт был куратором с 1892 по 1929 год в Зоологическом музее Уолтера Ротшильда в Тринге. Длящаяся десятилетиями дружба связывала его с систематиком животных Отто Кляйншмидтом. Она закончилась только со смертью Хартерта.
Хартерт публиковал с Лайонелом Уолтером Ротшильдом музейный журнал «Novitates Zoologicae», который выходил с 1894 по 1939 годы. Он был автором «Die Vögel der paläarktischen Fauna» (1903—1922). Затем он написал с Франкисом Шарлем Робертом Журденом, Норманом Фредериком Тисехурстом (1873—1960) и Генри Витерби (1873—1943) книгу «List of British Birds» (1912). По поручению лорда Ротшильда он предпринял путешествие в Индию, Африку и Южную Америку. В 1930 году Хартерт вернулся в Берлин, где он умер в 1933 году.
Хартерт впервые по-научному описал множество видов птиц, в числе которых щетинистая ворона (Corvus rhipidurus), амамийский вальдшнеп (Scolopax mira), африканский горный канюк (Buteo oreophilus) и большая салангана (Hydrochous gigas). В честь Хартерта названы лесная звезда Хартерта (Acestrura harterti), лягушкорот Хартерта (Batrachostomus harterti) и перуанская флогофила (Phlogophilus harterti).

## Произведения (выборочно)
Наряду с многочисленными статьями в музейном журнале «Novitates Zoologicae» Хартерт участвовал в том числе и в работе над следующими книгами:
- 1891: Katalog der Vogelsammlung im Museum der Senckenbergischen Naturforschenden Gesellschaft in Frankfurt am Main
- 1897: Podargidae, Caprimulgidae und Macropterygidae
- 1897: Das Tierreich
- 1900: Trochilidae
- 1902: Aus den Wanderjahren eines Naturforschers: Reisen und Forschungen in Afrika, Asien und Amerika, nebst daran anknüpfenden, meist ornithologischen Studien
- 1903: Ueber die Pipriden-Gattung Masius Bp.
- 1910—1922: Die Vögel der paläarktischen Fauna: Systematische Übersicht der in Europa, Nord-asien und der Mittelmeerregion vorkommenden Vögel. Drei Bände
- 1920: Die Vögel Europas